# Медведєво (Іжевськ)
Медве́дєво (рос. Медведево) — мікрорайон міста Іжевська, столиці Удмуртії, Росія.
Знаходиться на лівому березі Іжа на півдні Іжевська. Включає в себе територію підсобного господарства, його селище, фруктові сади та санаторій «Медведєво».
Знаходиться обабіч автодороги Іжевськ-Сарапул. З центром міста з'єднане декількома автобусними маршрутами.

## Урбаноніми
- вулиці — Медведєвська, Санаторна, Смарагдова
- провулки — Санаторний